# Michael Kostner
Michael Kostner (* 7. Februar 1969 in München) ist ein ehemaliger deutscher Fußballspieler.

## Spieler
Die Karriere von Michael Kostner war ein ständiges Auf und Ab. Von der Bundesliga bei Eintracht Frankfurt ging es zu den damals drittklassigen Kickers aus Offenbach. Mit dem 1. FC Saarbrücken schaffte er den Sprung zurück in die Bundesliga. Dort überzeugte er mit souveränen Leistungen, wurde im September 1992 von Bundestrainer Berti Vogts zu einem Sichtungslehrgang der Nationalmannschaft in der Sportschule Wedau eingeladen und machte zudem den Hamburger SV auf sich aufmerksam. Dort konnte er sich jedoch nicht durchsetzen und wechselte 1995 zum FC 08 Homburg in die 3. Liga. Viele verstanden damals nicht, weshalb der Trainer Peter Neururer ihn 1996 zum 1. FC Köln holte. Unter Neururer noch Stammspieler, fand Bernd Schuster, der 1998 nach dem Abstieg in die 2. Bundesliga das Traineramt in Köln übernahm, keine Verwendung für Kostner und ließ ihn gehen. Der Verteidiger beendete seine aktive Laufbahn 2000 bei Wacker Burghausen. Jedoch kam er auch noch später bei seinen Trainerstationen in Freilassing und Ampfing zu einigen Einsätzen. Sein letztes Spiel bestritt Kostner am 14. August 2011 für den TSV Ampfing beim Gastspiel beim VfR Garching.

### Erfolge
- 1988 – DFB-Pokal-Sieger

## Trainer
Kostner blieb im Anschluss bei Wacker Burghausen, er trainierte dessen zweite Mannschaft bis zum Sommer 2006. In der Saison 2006/07 leitete Kostner den ESV Freilassing als Spielertrainer und führte die Mannschaft zum Meistertitel der Bezirksliga Oberbayern Ost und dem damit verbundenen Aufstieg in die Bezirksoberliga Oberbayern. Ab der Saison 2007/08 war Kostner Trainer beim Bezirksligisten TSV Ampfing, den er in der Spielzeit 2008/09 ebenso zur Bezirksligameisterschaft und Aufstieg führte. Nachdem der angestrebte Aufstieg in die Landesliga in den folgenden beiden Spielzeiten nicht gelungen war, wollte der Verein den Aufstieg in der Saison 2011/12 bewerkstelligen, in der es aufgrund der Ligareform eine wesentlich höhere Zahl an Aufstiegsplätzen gab. Nachdem die Mannschaft aber im Verlauf der Spielzeit im unteren Tabellenbereich geblieben war, trat Kostner am 26. März 2012 als Trainer zurück. Zur Saison 2012/13 wurde er Trainer beim Kreisligisten TSV Dorfen. Mit dem Verein stieg er 2014 in die Bezirksliga auf. Nach der Winterpause 2017/18 verpflichtete ihn der abstiegsbedrohte Bayernligist SV Kirchanschöring, den Kostner zum Klassenerhalt führte. Am 7. November 2019 trennte sich der Verein von Kostner und seinen Assistenten. Zur Saison 2020/2021 übernahm Kostner die U17 von Wacker Burghausen die in der Bayernliga Süd spielt. Im Anschluss betreute er die Mannschaft des A-Klassenvereins DJK-SV Taubenbach. Nach Beendigung seiner Tätigkeit in Taubenbach übernahm er im Herbst 2021 bei Burghausen die U19 (Bayernliga Süd), er führte die Mannschaft in die Aufstiegsrunde zur U19-Bundesliga. Ende Mai 2022 gab Burghausen bekannt, dass Kostner die Leitung des Nachwuchsleistungszentrums übernehmen wird.

## Trivia
Unter dem Verdacht der Schwarzarbeit durchsuchte das Hauptzollamt Rosenheim am 24. Juni 2008 Kostners Wohnung ebenso wie Räumlichkeiten des ESV Freilassing und von dessen Mitarbeitern. Kostner soll während seiner Tätigkeit in Freilassing vom Verein Gehalt bezogen haben, obwohl er gleichzeitig Arbeitslosengeld bekam.